# Gruppe Zebra
Die Gruppe Zebra (Gruppe ZEBRA) ist ein Zusammenschluss von realistisch arbeitenden Malern und Bildhauern, die sich als Vertreter des Neuen Realismus begreifen.

## Geschichte
Die Gruppe wurde 1964/65 von Dieter Asmus, Peter Nagel, Dietmar Ullrich und Nikolaus Störtenbecker gegründet. 1976 verließ Störtenbecker die Gruppe. Neue Mitglieder wurden die Bildhauer Christa Biederbick und Karlheinz Biederbick sowie Harro Jacob (* 1939), der ab 1980 ebenfalls wieder eigene Wege ging. 
Die Gruppe hatte in den 1970er und frühen 1980er Jahren verschiedene gemeinsame Ausstellungen, darunter:
- Aachen (Sammlung Ludwig, Neue Galerie),
- Aalborg (Kunstmuseum)
- Belgrad (Staatliches Museum),
- Neuer Berliner Kunstverein
- Kunsthalle Bremen
- Darmstadt (Mathildenhöhe)
- Hamburg (Kunsthaus)
- London (Galerie Fischer Fine Art),
- Rom (Galeria Nazionale d´Arte Moderna)

In der Folge waren ihre Arbeiten nur noch in Einzelpräsentationen der Künstler zu sehen. Anlässlich ihres 40-jährigen Bestehens wurde aber 2005 in Kiel (Stadtgalerie), Viersen (Städtische Galerie im Park Viersen) und Hamburg (Freie Akademie der Künste), dem Gründungsort der Gruppe, eine umfassende Zebra-Ausstellung gezeigt.
Die kunsthistorische Bedeutung der Gruppe basiert auf der Tatsache, schon in den frühen 1960er Jahren, als in Deutschland noch Tachismus und Action Painting vorherrschten, mit der Erarbeitung der stilistischen Grundlagen eines neuen Realismus begonnen zu haben, wobei die entscheidenden Schritte – bis hin zur bildnerischen Neuformulierung von Gegenständen und Figuren (Anfang 1965) – bereits während des Studiums der Gründungsmitglieder an der Hochschule für bildende Künste Hamburg erfolgten. Wichtige Anregungen erhielt man durch Pablo Picasso, Francis Bacon und Jean Dubuffet.

## Stilmittel
Zur künstlerischen Zielsetzung der Gruppe heißt es im Gründungsmanifest unter Punkt 7: Es geht in diesem Moment der Malerei um die komplexe Neuerstellung von Dingen im Bild, um das ABC der Dinge, ohne auf die vorabstrakte Malerei zurückzugreifen.
Die Umsetzung erfolgt über den Einsatz bestimmter Stilmittel, die sich im Zuge der Formfindungs-Phase herauskristallisiert haben. Diese sind:
- Gegensatz von Plastizität und Fläche
- Funktionale Sicht
- Verzicht auf Handschrift
- Verwendung von Lokalfarben
- Zentralperspektive
- Mittelkomposition
- Integration von Stilmitteln der Fotografie

Die Darstellungselemente betonen das Volumen der Objekte, zeigen Gegenstände und Figuren unter überschaubaren räumlichen Bedingungen als exemplarische Erscheinungen. Zudem vermitteln sie den Eindruck des „richtigen“ Stehens, Liegens, Fliegens etc.; bringen also zum Ausdruck, dass ihre konkrete Erscheinung gemeint ist, wobei – über die bewusste Einbindung von Darstellungsmöglichkeiten der Fotografie (Tele, Weitwinkel, Vogel- und Froschperspektive, Anschnitt, Ausschnitt, Farbstichigkeit etc.) – die Dinge in neuer Sicht ins Bild kommen.
Bei den Bildhauern treten, was die ersten realistischen Arbeiten betrifft, folgende Gestaltungselemente in den Vordergrund:
- Die Figuren sind lebensgroß.
- Sie stehen nicht auf Sockeln, sondern dem Betrachter gegenüber.
- Verzicht auf kostbare Werkstoffe wie Marmor oder Bronze; stattdessen billiges Polyesterharz ohne Affektionswert.
- Die glatten Oberflächen zeigen keine Werkzeugspuren (mit ästhetischem Eigenleben), so dass sich die gemeinte Formulierung ungestört entfalten kann.
- Einsatz von Farbe als weiterer Verweis auf tatsächlich Gesehenes.

## Gegenwärtiger Stand
In den gemeinsamen Ausstellungen, die nach dem Eintritt der Bildhauer in die Gruppe Zebra stattfanden und den von der Gruppe vertretenen Neuen Realismus national und international bekannt machten, war die weitgehende Übereinstimmung (inhaltlich wie formal) noch offensichtlich. In den Grundlagen stimmt man auch heute noch überein; aber die individuellen Ausprägungen zeigen sich nun sehr viel deutlicher. 